# Luiz Carlos Martins
Luiz Carlos Martins Gonçalves (Bilac, 7 de julho de 1949 – Curitiba, 29 de julho de 2024) foi um radialista e político brasileiro, que foi deputado estadual do Paraná.

## Carreira
Paulista, nascido em Bilac, Luiz Carlos Martins viveu a infância e parte da juventude em Birigui Depois de passar por emissoras de rádio em Marília, Londrina e São Paulo, estabeleceu-se profissionalmente em Jacarezinho. Aos 28 anos, passou a morar e trabalhar em Curitiba.
Tornou-se popular radialista na capital paranaense e em 1999, criou a Rádio Banda B. Também gravou CDs com mensagens de fé e é autor do livro “Agora e sempre".

## Vida política
Seu primeiro cargo na vida pública foi em 1988, quando da sua eleição para vereador de Curitiba com 13.616 votos. Em 1990 foi eleito deputado estadual e reeleito consecutivamente em 1994, 1998, 2002, 2006 e 2010 e 2014. É autor de várias leis, entre elas a que dá o direito de meia-entrada a todos os doadores de sangue no Paraná.
Foi 1º Secretário da Assembleia Legislativa, entre os anos de 1995 e 1998.
Luiz morreu no dia 29 de julho de 2024, aos 75 anos, por complicações decorrentes de um AVC sofrido em 20 de junho de 2024. Ele estava internado no Instituto de Neurologia e Cardiologia de Curitiba (INC) em tratamento contra uma infecção bacteriana no coração.